# Drac de Ciutat Vella
El Drac de Barcelona o Ciutat Vella és un element del bestiari popular català de la ciutat de Barcelona, al Barcelonès, on forma part del Seguici Popular de la Ciutat de Barcelona junt a altres elements com l'Àliga, el Lleó, la Mulassa o la Víbria. És una imatge clàssica de la bèstia vinculada a l'associació dels Amics dels Gegants Ramon i Lola. La bèstia és carregada interiorment per 1 portador a l'hora de ballar i per 2 o més persones quan surt a passejar.
Té dos vessants coneguts i diferenciats. D'una banda, participa com a bèstia foguera en els espectacles de foc –llançant guspires per la boca, les ales i la cua– i com a figura pacífica en els actes protocol·laris amb el Seguici Popular de Barcelona, en què porta un ram de clavells a la boca. La figura es pot visitar durant tot l'any a la Casa dels Entremesos, on és exposada amb gran part de la imatgeria festiva de la Ciutat Vella.

## Història
Les primeres referències a la figura del drac són del principi del segle xv, quan participava en actes i celebracions importants de la ciutat, sempre fent espetegar coets. A poc a poc, va anar guanyant popularitat i al segle xvii va viure la millor època, quan va ser considerada una bèstia foguera molt important. El Drac de Ciutat Vella mai no va tenir cap gremi que se'n responsabilitzés, per la qual cosa al segle xviii, amb el decret de Nova Planta i amb les prohibicions posteriors, es va anar deteriorant i va acabar desapareixent poc després.
Ja al segle xx, dins el projecte de recuperació de la imatgeria festiva de la ciutat, es decidí de construir la primera figura d'allò que havia de ser el Bestiari Històric de Barcelona: el drac. El 1987 s'encarregà a l'imatger Manel Casserras i Boix, i aquell mateix any el batejaren amb el nom de Drac de Ciutat Vella perquè pertany al Consell Municipal del Districte de Ciutat Vella, si bé de seguida el van cedir a la colla d'Amics dels Gegants Ramon i Lola, que encara avui s'encarrega de treure'l.
Com és habitual en les figures que formen el Seguici, el Drac de Ciutat Vella té ball propi, amb música de percussió i canya composta per Joaquim Pujades, que es presentà al Toc d'Inici de les festes de la Mercè el 1994.